# Matthew Ridley
Matthew White Ridley, né le 30 mars 1958 à Blagdon dans le Northumberland, est un homme politique et journaliste britannique.

## Biographie

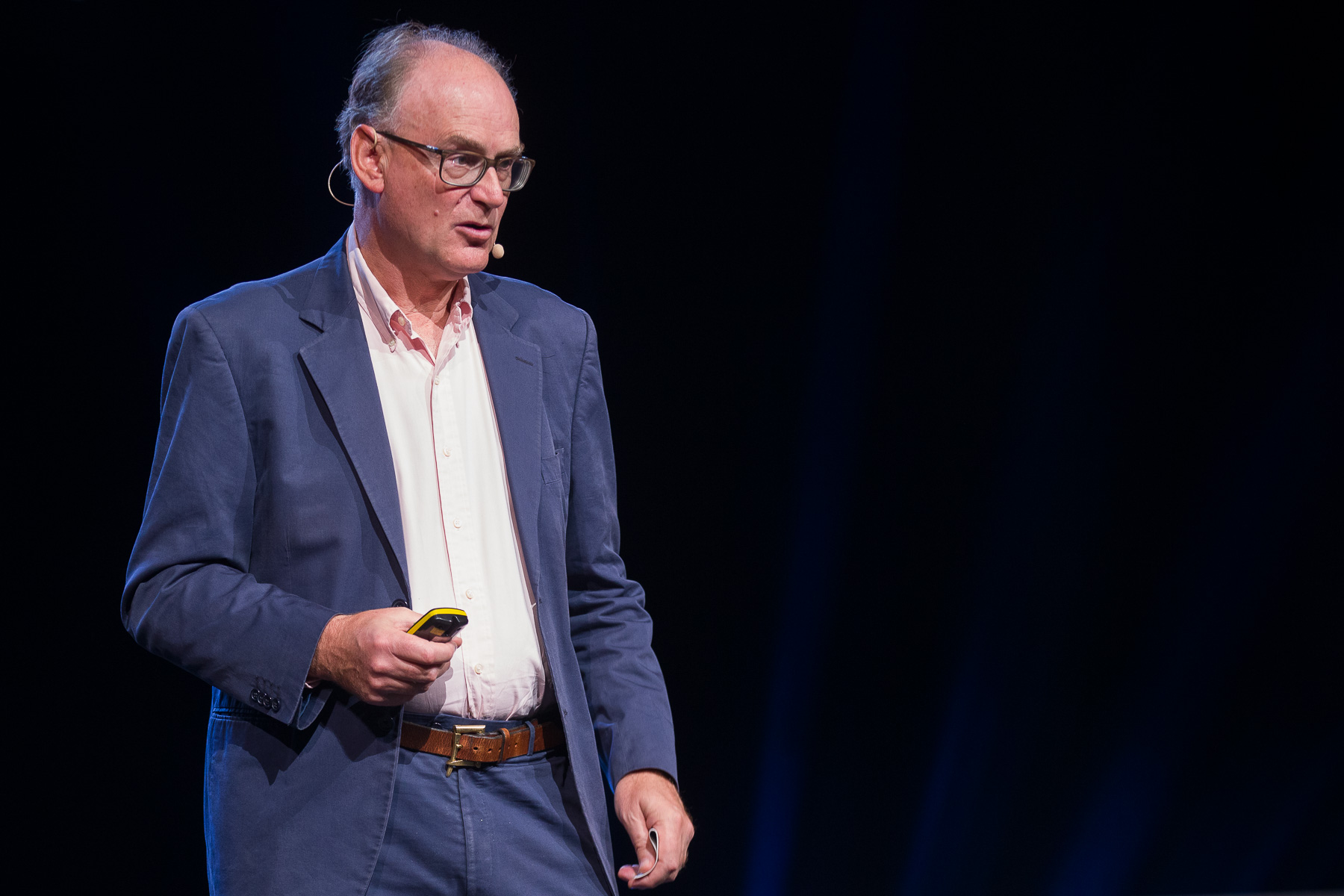

Après le collège d'Eton, il poursuit ses études en sciences, au Magdalen College à Oxford, où il est diplômé B.A., puis D.Phil.
Écrivain en sciences, on lui doit surtout The Rational Optimist, ainsi qu’une autre étude approfondie de Nature via Nurture: Genes, Experience, and What Makes Us Human, Ridley est reçu à la FRSL en 1999.
Il est président de la banque Northern Rock de 2004 à 2007. Après de la crise des subprimes, en tant que dirigeant de la Northern Rock, chargé notamment des domaines, il fait carrière dans la politique britannique.
Il succède aux titres héréditaires de noblesse de son père le 4e vicomte Ridley en 2012, avant d'être élu pair représentant au parlement du Royaume-Uni. Frère de l'historienne Jane Ridley (née en 1953), il est aussi arrière-petit-fils d'Edwin Lutyens.

## Distinctions

### Prix
- Membre de l'Académie américaine des arts et des sciences
- Compagnon de la Royal Society of Literature
- Prix Watson Davis et Helen Miles Davis (2007)

## Voir aussi

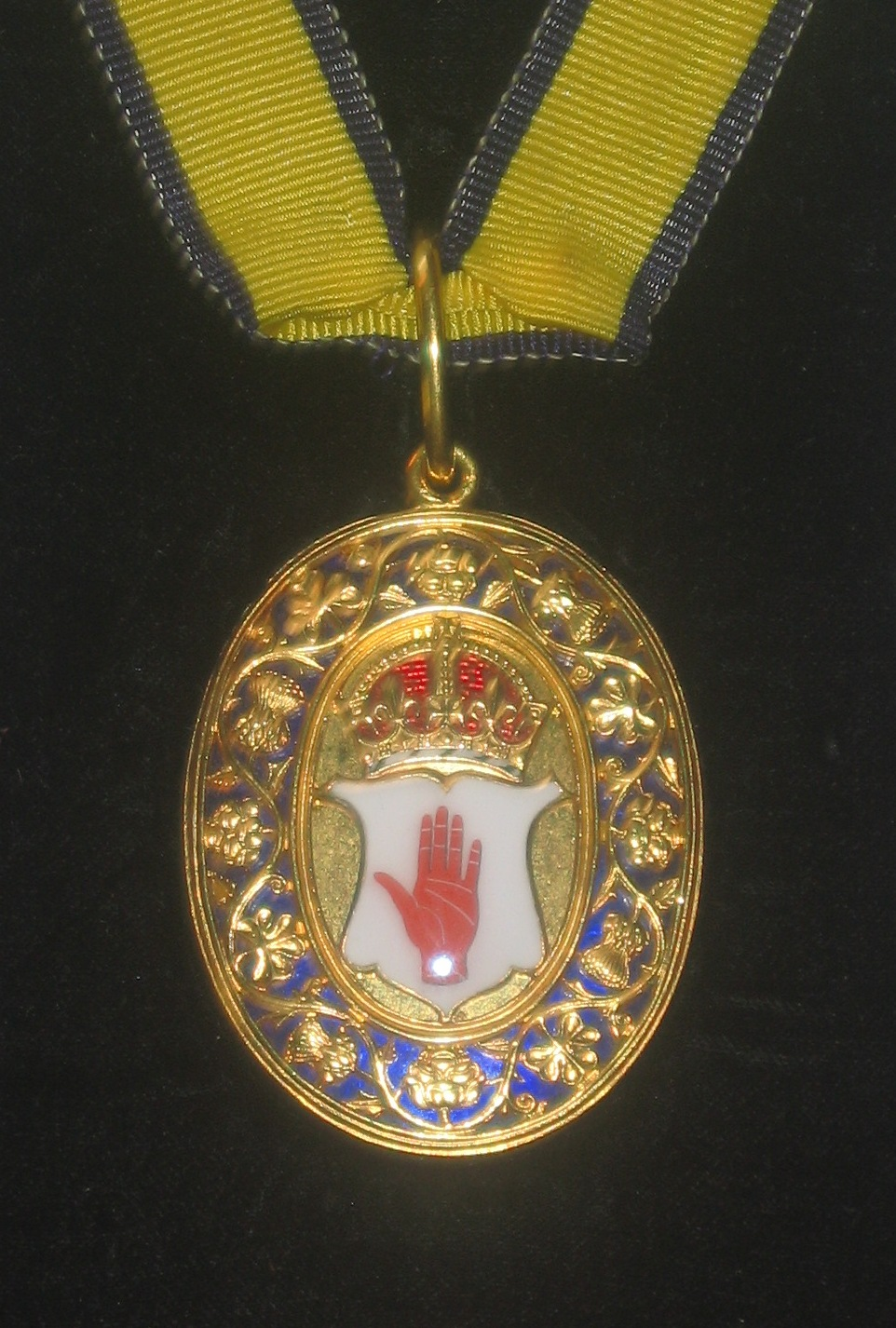
Insigne du Baronnet